# Залог (Постојна)
Залог (словен. Zalog, итал. Saloga di Postumia) је некадашње насеље у општини Постојна, Приморско-нотрањска регија, Словенија.

## Историја
До територијалне реорганизације у Словенији била је у саставу старе општине Постојна. 1994. Насеље је укинуто и припојено Постојнском насељу.

## Популација
| Број становника према пописима |
| ------------------------------ |
| 1991                           |
| 196                            |

Напомена: Године 1994. укинут и припојен насељу Постојна.